# Криштоф Мајер
Криштоф Мајер (Ешен, 3. јануар 1993) лихтенштајнски је пливач чија специјалност су трке мешовитим и и прсним стилом на 200 и 400 метара. Вишеструки је национални рекордер своје земље, учесник Олимпијских игара и светских првенстава.
У четири наврата је проглашаван за најбољег спортисту Лихтенштајна — 2012, 2016, 2017. и 2018. године.

## Каријера
Мајер је веома рано почео да се бави пливањем, још као шестогодишњи дечак, а са првим такмичењима је започео као осмогодишњак. Прва међународна такмичењима на којима је учестовао су били Игре малих земаља Европе на Кипру 2009. и Олимпијски фестивал младих у Тампереу 2009. године. Године 2011. по први пут је наступио на европском јуниорском првенству у Београду где је заузео 20. место у трци на 400 мешовито. Већ наредне године дебитовао је на европском и светском првенству у малим базенима.
Дебитантски наступ на светским првенствима имао је у Барселони 2013, а учестовао је и на наредна три светска првенства — у Казању 2015, Будимпешти 2017. и Квангџуу 2019. године. Најбољи резултат остварио је 2019. у дисциплини 400 мешовито у којој је заузео 22. место у квалификацијама.
Учестовао је и на ЛОИ 2016. у Рију где је у трци на 400 мешовито заузео 22. место у квалификацијама. Носио је и заставу своје земље на свечаној церемонији затварања Игара.